# Emil František Burian
Emil František Burian (ur. 11 czerwca 1904 w Pilźnie, zm. 9 sierpnia 1959 w Pradze) – czeski reżyser, dramatopisarz i kompozytor. 
Emil Burian pochodził z rodziny czeskich muzyków; jego ojciec Emil był śpiewakiem-barytonem, wuj Karel tenorem, znanym z występów w operach Wagnera. 
Był członkiem awangardowej grupy artystycznej Devětsil (lepiężnik). Zgodnie z lewicowymi poglądami politycznymi, w 1923 został członkiem Komunistycznej Partii Czechosłowacji. W latach 1926–1927 działał w teatrze Osvobozené divadlo (Teatr wyzwolony).
W 1933 założył teatr D 34 w Pradze (obecnie Teatr im. E.F. Buriana); przedstawiciel czeskiej awangardy teatralnej, propagator teatru politycznego; twórca inscenizacji, w których dużą rolę odgrywały efekty muzyczne, filmowe, baletowe; wystawiał sztuki współczesne (Bal manekinów B. Jasieńskiego 1934 — światowa premiera, Opera za trzy grosze B. Brechta 1934 i 1955), dramaty klas. (Kupiec wenecki W. Szekspira 1934) i utwory pisarzy czeskie, zwłaszcza montaże poetycko-muzyczne (Lidová suita I 1938, Lidová suita II 1939, Láska, vzdor a smrt 1946); autor sztuk, oper i baletów oraz muzyki do przedstawień i filmów.
W latach 1940–1945 był uwięziony w obozach koncentracyjnych Theresienstadt, Dachau i Neuengamme. 3 maja 1945 zdołał się uratować podczas ataku Royal Air Force na statek Cap Arcona.
Po wojnie w 1946 wznowił swój teatr pod nazwą D46. Działał też w wielu innych teatrach. Po przewrocie w lutym 1948 został posłem do parlamentu czechosłowackiego. 
Burian skomponował sześć oper, pięć baletów, symfonię, cykl pieśni na głos z towarzyszeniem zespołu jazzowego, Requiem na zespół jazzowy i grupę wokalną, kantatę, utwory kameralne, muzykę teatralna i filmową.